# 达姆沙伊德
达姆沙伊德是德国莱茵兰-普法尔茨州的一个市镇。总面积15.10平方公里，总人口634人，其中男性300人，女性334人（2011年12月31日），人口密度42人/平方公里。